# あめりか物語
『あめりか物語』（あめりかものがたり）は、永井荷風の連作での短編小説集。1908年8月9日、博文館刊行。

## 作品
明治30年代のアメリカ社会を、都市の裏側、出稼ぎ労働者の末路、また西洋女性との恋など、さまざまな角度から描いた。
「船室夜話」（のち「船房夜話」と改題）、「野路のかへり」（のち「牧場の道」と改題）、「岡の上」、「酔美人」、「長髪」、「春と秋」、「雪のやどり」、「林間」、「悪友」、「旧恨」、「寝覚め」、「夜の女」、「一月一日」、「暁」、「市俄古の二日」、「夏の海」、「夜半の酒場」、「落葉」、「支那街の記」、「夜あるき」、「六月の夜の夢」の計・21篇の短編小説と、付録短編「フランスより」として、「船と車」、「ローン河のほとり」、「秋の巷」の3篇をおさめる。

## 概要
荷風が横浜正金銀行員として、アメリカ合衆国ニューヨークに在勤していた間に執筆し、1907年にフランスに渡った後にリヨンの下宿でまとめ、日本に寄せたものである。自然主義が唱えられはじめ盛んであった時期に外国での生活をえがいた本書は新鮮であり、当時のいわゆる平面描写風の作品に対して、若々しい詩情に溢れ、感覚的でリズミカルな香り高い文章は人々を魅了せずにはおかなかった。
谷崎潤一郎の『青春物語』によれば、自身が文壇に進出することができず悩んでいた時期に読んで感銘を受けた作品であり、谷崎が荷風を私淑するきっかけとなった本とされる。

## 現行版
- 『あめりか物語』岩波文庫、改版2002年11月。川本皓嗣解説